# Cixius aquilonia
Cixius aquilonia är en insektsart som beskrevs av Tsaur 1991. Cixius aquilonia ingår i släktet Cixius och familjen kilstritar. Inga underarter finns listade i Catalogue of Life.